# Laveyssière
Laveyssière foi uma comuna francesa na região administrativa da Nova Aquitânia, no departamento Dordonha. Estendia-se por uma área de 6,61 km². Em 2010 a comuna tinha 121 habitantes (densidade: 18,3 hab./km²).
Em 1 de janeiro de 2019, passou a formar parte da nova comuna de Eyraud-Crempse-Maurens.